# Scabiosa silenifolia
Scabiosa silenifolia är en tvåhjärtbladig växtart som beskrevs av Franz de Paula Adam von Waldstein-Wartemberg och Kit. Scabiosa silenifolia ingår i släktet fältväddar, och familjen Dipsacaceae. Inga underarter finns listade i Catalogue of Life.